# I liga polska w piłce nożnej (1955)
I liga w piłce nożnej 1955 – 21. edycja najwyższych w hierarchii rozgrywek ligowych polskiej klubowej piłki nożnej.
Tytułu broniło Ogniwo Bytom. Mistrzostwo zdobył CWKS Warszawa.
Absolutnym beniaminkiem ligi była Stal Sosnowiec.
| Poziomy rozgrywkowe w sezonie 1955 | Poziomy rozgrywkowe w sezonie 1955 | Poziomy rozgrywkowe w sezonie 1955 |
| Rozgrywki                          | P                                  | Nazwa                              |
| ---------------------------------- | ---------------------------------- | ---------------------------------- |
| Centralne                          | I                                  | I Liga                             |
| Centralne                          | II                                 | II Liga                            |
| Makroregionalne                    | III                                | III Liga (8 grup)                  |
| Okręgowe (17 okręgów)              | IV                                 | A klasa                            |
| Okręgowe (17 okręgów)              | V                                  | B klasa                            |
| Okręgowe (17 okręgów)              | VI                                 | C klasa                            |

## Drużyny
W I lidze 1955 występowało 12 zespołów, które walczyły o tytuł Mistrza Polski w piłce nożnej 1955:

## Tabela
| Msc. | Nazwa klubu          | M  | Zw.-Rem.-Por. | Pkt. | Bramki |
| 1    | CWKS Warszawa        | 22 | 12-4-6        | 28   | 48:21  |
| 2    | Stal Sosnowiec (b)   | 22 | 10-7-5        | 27   | 30:16  |
| 3    | Unia-Ruch Chorzów    | 22 | 7-11-4        | 25   | 34:25  |
| 4    | Gwardia Warszawa     | 22 | 11-3-8        | 25   | 38:30  |
| 5    | Lechia Gdańsk (b)    | 22 | 8-7-7         | 23   | 19:15  |
| 6    | Włókniarz Kraków (b) | 22 | 9-5-8         | 23   | 25:21  |
| 7    | Wisła Kraków         | 22 | 10-2-10       | 22   | 26:29  |
| 8    | ŁKS-Włókniarz Łódź   | 22 | 8-5-9         | 21   | 27:37  |
| 9    | Kolejarz Poznań      | 22 | 7-5-10        | 19   | 24:35  |
| 10   | Gwardia Bydgoszcz    | 22 | 6-6-10        | 18   | 18:26  |
| 11   | Polonia Bytom        | 22 | 5-7-10        | 17   | 23:26  |
| 12   | Górnik Radlin        | 22 | 5-6-11        | 16   | 20:41  |

Legenda:
|     | Mistrz Polski     |
|     | Spadek do II ligi |
| (b) | Beniaminek        |

Zmiany nazw:
3) Unia Chorzów zmieniła nazwę na Unia-Ruch (od kwietnia 1955).
5) Beniaminek Budowlani Gdańsk powrócili do nazwy z 1946 r. ”Lechia„ (przed sezonem ?).
7) Gwardia Kraków powróciła do nazwy "Wisła„ (od 10 września 1955).
11) Ogniwo Bytom powróciło do nazwy ”Polonia„ (od 20 marca 1955).

## Najlepsi Strzelcy
| Gole | Strzelcy           | Drużyny           |
| ---- | ------------------ | ----------------- |
| 16   | Stanisław Hachorek | Gwardia Warszawa  |
| 15   | Gerard Cieślik     | Unia-Ruch Chorzów |
| 13   | Lucjan Brychczy    | CWKS Warszawa     |

Wg 

## Klasyfikacja medalowa mistrzostw Polski po sezonie
Tabela obejmuje wyłącznie zespoły mistrzowskie.
|    | Klub             |   |   |   |
| -- | ---------------- | - | - | - |
| 1. | Ruch Chorzów     | 8 | 1 | 4 |
| 2. | Cracovia         | 5 | 2 | 2 |
| 3. | Wisła Kraków     | 4 | 7 | 6 |
| 4. | Pogoń Lwów       | 4 | 3 | 0 |
| 5. | Warta Poznań     | 2 | 5 | 7 |
| 6. | Polonia Warszawa | 1 | 2 | 2 |
| 7. | Garbarnia Kraków | 1 | 1 | 0 |
| 7. | Polonia Bytom    | 1 | 1 | 0 |
| 9. | Legia Warszawa   | 1 | 0 | 3 |